# Пилюк Мусій Прокопович
Мойсей (Мусій) Прокопович Пилюк (роки життя невідомі) — один з лідерів кубанського козацького повстанського руху в 1920—1921 рр.

## Життєпис
Виходець із станиці Єлизаветинської. Сотник, член Кубанської крайової ради у 1919—1920 рр.
У кінці 1919 р. очолив масове повстання козаків-чорноморців проти Денікіна. З приходом більшовиків до влади підтримав їх, у липні 1920 р. призначений головою комісії Кубано-Чорноморського облревкому по боротьбі з «біло-зеленими».
В січні 1921 р. втік з сім'єю в гори, де очолив Політвідділ Кубанської повстанської армії. Вважався ідеологом КПА. У жовтні 1921 р. схоплений, засуджений. Після тюремного ув'язнення повернувся до ст. Єлизаветинської психічно хворим.
У полон до козаків Пилюка потрапляє герой повісті Аркадія Гайдара «У дні поразок і перемог».